# Loxostege boursini
Loxostege boursini là một loài bướm đêm trong họ Crambidae.